# Dermophis donaldtrumpi
 Dermophis donaldtrumpi  ist laut Presseberichten als wissenschaftlicher Name für eine noch nicht beschriebene, im Boden lebende Blindwühle aus der Familie Dermophiidae vorgesehen, die in Panama entdeckt wurde. Namensgeber wäre Donald Trump.

## Name
Die Rechte zur Benennung sicherte sich die britische Firma EnviroBuild bei einer Auktion des Rainforest Trust für ca. 22.000 €. Der Erlös der Versteigerung geht in die Erhaltung der Lebensräume der Spezies. Als Begründung für die Ersteigerung und Namensgebung gibt die Firma Parallelen zwischen der Lebensweise des im Erdboden lebenden und fast blinden Tiers und Trumps Haltung in der Klimapolitik an. Außerdem sei es als Amphibium besonders von den Folgen des Klimawandels betroffen.

## Trivia
Dermophis donaldtrumpi wäre die dritte Art, die nach Donald Trump benannt wurde. Die anderen beiden sind eine 2017 beschriebene Mottenart mit gelb-weißer Kopfbeschuppung mit dem Namen Neopalpa donaldtrumpi und 2016 ein mehr als 110 Millionen Jahre altes Seeigel-Fossil Tetragramma donaldtrumpi.